# Weinberger János
Weinberger János (Wenger János; Mosonyi Ferenc; Újvároska, 1908. december 27. – Auschwitz, 1942 vagy 1943) író, publicista. 

## Élete
Apja földbérlő volt, de vállalkozása sikertelen maradt, ami miatt népes családja nehéz anyagi körülmények között élt. A pozsonyi Arany János gimnáziumban érettségizett, tanulmányait a Comenius Egyetem Jogi Karán végezte. Részt vett a Sarló mozgalomban. 1934 elején emigrált Franciaországba, Párizsban telepedett le. Ekkor kezdte írásait közölni.
A Francia Kommunista Párt magyar csoportjában dolgozott, 1936-1938 között a párt magyar orgánumának, a Szabad Szónak volt a belső munkatársa. 1939. augusztus 31-én letartóztatták és gyűjtőtáborba hurcolták, ahol elhunyt.
Wenger János néven cikkeket és tanulmányokat írt Az Útba, Mosonyi Ferenc néven pedig a Magyar Napba és a Korunkba.

## Művei
- Félemberek (kisregény kézirat)